# Batalla de Dirraquio (1018)
La batalla de Dirraquio se libró en febrero de 1018 como parte de las guerras búlgaro-bizantinas. Sucedió que el zar búlgaro Iván Vladislav trató de establecer su poder en la costa sudeste del mar Adriático. Al frente de un ejército avanzó contra Dirraquio (la actual Durres, en Albania), sitiándola, pero fue asesinado durante un contraataque por los defensores de la ciudad.
Esta fue la batalla final de los siglos de larga lucha entre el Primer Imperio búlgaro y Bizancio. A los pocos meses de la muerte de Vladislav, la mayor parte de su reino fue subyugado por el emperador bizantino Basilio II, con la última región independiente (Sirmio) sojuzgada en 1019.

## Antecedentes históricos
Después de la batalla de Clidio y la muerte del zar Samuel en 1014 el estado búlgaro fue desestabilizado por un desorden interno. Al año siguiente, el zar Gabriel Radomir, hijo y heredero de Samuel, fue asesinado por su primo, Iván Vladislav, a instancias del emperador bizantino. El nuevo gobernante búlgaro negoció una paz breve ya que prometió a someterse a Basilio II a cambio del control de Dirraquio. Ninguna de las partes cumplió sus promesas y la guerra estalló de nuevo en el otoño de 1015. Mientras Vladislav atacaba Dirraquio, Basilio II capturó su capital de Ohrid, pero después, como resultado de la batalla de Bitola, se vio obligado a abandonarla.
La guerra continuó por dos años más sin un resultado decisivo. En 1017 Basilio derrotó a los búlgaros en Setina, cerca de Edesa, pero no pudo explotar su victoria y regresaron a Constantinopla. Vladislav quiso lanzar un nuevo asalto contra Dirraquio, que era defendida por el estratego Nicetas Pegonita. A la batalla que sobrevino después de una incursión de la guarnición del zar búlgaro fue asesinado y sus tropas se vieron obligadas a retirarse.

## Consecuencias
Este evento llevó a la mayoría de los nobles búlgaros (boyardos) a rendirse ante Basilio. La resistencia aislada fue suprimida y Bulgaria se convirtió en una provincia bizantina.